# Pseudopostega euryntis
Pseudopostega euryntis là một loài bướm đêm thuộc họ Opostegidae. Nó được Edward Meyrick miêu tả năm 1907. Nó được tìm thấy ở Mysore, Ấn Độ, cũng như Sri Lanka.
Con trưởng thành bay vào tháng 6.